# Sonic Adventure
Sonic Adventure (яп. ソニックアドベンチャー, Сонікку Адобентя:, укр. Пригоди Соніка) — відеогра у жанрі платформер, розроблена Sonic Team і видана компанією Sega для гральної консолі Dreamcast, 23 грудня 1998 в Японії. У 1999 році було випущено оновлене видання Sonic Adventure International. Режисерська версія гри (англ. Director’s Cut) була випущена в 2003 році під назвою Sonic Adventure DX Director's Cut на гральну консоль Nintendo GameCube і в 2004 році для персональних комп'ютерів. У 2010 році ця версія була портована на консолі Xbox 360, PlayStation 3 у вигляді цифрової дистрибуції.
Sonic Adventure є першою грою серії Sonic the Hedgehog, випущеної для ігрової приставки шостого покоління, і першою в основній серії тривимірним платформером. Дія гри відбувається у світі, схожому на Землю. Сонік та його друзі вступають у боротьбу з монстром Хаосом, випущеним із Майстра Ізумруду доктором Еґманом. Сам учений хоче підпорядкувати собі Хаос і використати його руйнівну силу, щоб зібрати смарагди Хаосу і захопити весь світ. Для допомоги істоті створюється група роботів серії «E», які живляться від енергії, поміщених усередині тварин.
Спочатку гра створювалася для Sega Saturn, проте через погані продажі цієї приставки команда розробників вирішила перенести проєкт на нову консоль Dreamcast. Sonic Adventure отримала позитивні відгуки від критиків. Було продано близько 2,5 мільйона екземплярів для Dreamcast по всьому світу, що зробило її найпродажнішою грою для цієї приставки. Наступні перевидання отримали стриманіші відгуки через відсутність значних нововведень. У 2001 році було випущено продовження гри під назвою Sonic Adventure 2.

## Ігровий процес

На скриншоті показано переслідування косатки за Соніком на рівні «Emerald Coast». У лівому верхньому куті зображується таймер і кількість кілець, а нижче — число життів головного героя

Sonic Adventure є тривимірним платформером. Гра ділиться на три складові: «Action Stages» (екшен-етапи), «Adventure Fields» (поля пригод) та мініігри. Введення «Action Stages» та «Adventure Fields» є важливим нововведенням у концепції ігор серії Sonic the Hedgehog. Крім того, Sonic Adventure значно відрізняється від попередніх ігор кількістю ігрових персонажів: тут присутні їжак Сонік, лисеня Майлз «Тейлз» Прауер, єхидна Наклз, їжачка Емі Роуз, кіт Біг і робот E-102 Гамма. Гра за різних персонажів відрізняється — у кожного своя сюжетна лінія та свої ігрові особливості. Сонік проходить рівні, бігаючи на високій швидкості, а Тейлзу для завершення етапу необхідно обігнати їжака або доктора Еґмана. Наклз шукає осколки Майстра Ізумруду (англ. Master Emerald). За Емі полює робот E-100 Зеро, і вона має будь-яким способом втекти від нього. Біг рибалить разом зі своїм другом — жабою Фроґі. Геймплей за Гамму виконаний у стилі шутера від третьої особи — за певний час роботу потрібно закінчити рівень; в іншому випадку персонаж втрачає життя, і гравець починає проходити весь етап зі початку або з чекпойнта. Спочатку гравець може пройти лише історію Соніка, решта персонажів стає доступною після зустрічі з ними на рівнях. Після завершення всіх історій відкривається остання сюжетна лінія за Супер Соніка.
«Action Stages» є простими проходженнями рівнів. Кожен персонаж повинен дійти до кінця локації, по дорозі зіштовхуючись з різними ворогами та збираючи тварин і кільця; зібравши певну кількість кілець, кратне 100, персонаж збільшує кількість життів. Гравець може повертати віртуальну камеру, щоб знайти потрібні речі або оглянути рівень для проходження. Після проходження персонаж переходить на одну з трьох полів пригод, де гравець може досліджувати околиці просування сюжетної лінії, відкривати нові рівні чи знаходити предмети, які підвищують характеристики персонажів. У кожному з них є кілька мініігор, де треба змагатися з іншими героями у перегонах на сноубордах або картингу.
Гравці також можуть знайти три приховані чао-сади (англ. Chao Garden), де можна виростити віртуального вихованця чао. Чао можуть бути ігровими персонажами в мінігрі Chao Adventure для портативного пристрою Visual Memory Unit, де вихованцю потрібно збирати фрукти. У версії GameCube є можливість перенесення своєї істоти в будь-яку гру серії Sonic the Hedgehog для Game Boy Advance за допомогою спеціального кабелю. Гравець може підвищувати характеристики чао (наприклад, силу, швидкість бігу та плавання), даючи їм дрібних тварин, яких можна знайти після знищення роботів на рівнях. Продемонструвати характеристики вихованця можна в особливій перегонці, де істоти змагаються у різних видах спорту. На кожному з полів пригод можна знайти по одному яйцю, з яких може вилупитись особливий вид чао. У перевиданні Director's Cut особливі яйця також можна купувати на чорному ринку (англ. Black Market).
Після проходження рівня, місій та гонок гравці отримують емблему із зображенням Соніка. На кожному рівні можна зібрати три емблеми, виконавши певні завдання. З їх допомогою в Sonic Adventure DX Director's Cut можна розблокувати персонажа Метал Сонік, а також деякі ігри з консолі Game Gear, які можна пограти в режимі емуляції.

## Сюжет

### Ігровий світ
Дія гри відбувається у світі, схожому на Землю, у відкритому світі під назвою «Adventure Fields». Кожне з таких полів є нелінійний етап гри, здебільшого призначений на вирішення загадок, досліджень, і просування по сюжету. На полях немає ворогів-роботів і дуже рідко трапляються кільця для отримання додаткового життя. Кожне поле пригод пов'язано з двома іншими (всього існує три поля пригод), також у кожному їз них є чотири емблеми. Вокзальна площа (англ. Station Square) є великим містом, населеним людьми; саме там мешкають головні герої гри. У місті є залізнична станція, казино, готель та парк розваг. Тут розташовані рівні «Emerald Coast», «Casinopolis», «Twinkle Park» та «Speed Highway». Однак місто було незабаром знищено монстром під назвою Ідеальний Хаос, який використав усі сім Ізумрудів Хаосу. Станція пов'язана з Містичними руїнами (англ. Mystic Ruins), де 3000 років тому існувала імперія єхидн. У даний час там знаходяться зруйнований вівтар, де зберігається Майстер Ізумруд, аеродром і майстерня лисенятки Тейлза. Тут присутні рівні «Windy Valley», «Ice Cap», «Red Mountain», «Lost World» та «Sand Hill». Містичні руїни та Вокзальна площа відповідно пов'язані з кораблем доктора Еґмана «Еґ Авіаносець» (англ. Egg Carrier), який зазнав аварії. Переміщення між локаціями здійснюється на плоті, поїзді, катері або через спеціальні телепорти, розташовані в чао-садах. Тут представлені рівні «Sky Chase», «Sky Deck», «Final Egg» та «Hot Shelter».
Також на кожному полі пригод є вхід в один із трьох садів чао, де можна виростити маленьких істот.

### Персонажі

Персонажі гри Sonic Adventure DX: Director's Cut (по годинниковій стрілці):
Емі, Гамма, Біг, Наклз, Сонік та Тейлз

Більшу частину сюжету Sonic Adventure відведено двом персонажам: їжаку Соніку, який має здатність бігати на надзвукових швидкостях, і лису Тейлзу. Вони є головними героями гри та переслідують Еґмана. Допомагають дуету єхидна Наклз, який охороняє Майстер Смарагд на острові Ангелів, їжачка Емі Роуз, шанувальниця Соніка, і нові герої — кіт Біг та E-102 Гамма. Біг — великий, товстий і простодушний фіолетовий кіт, який рятує свого найкращого друга Фроґі, ураженого хвостом Хаоса. Фроґі відрощує свій власний хвіст, ковтає талісман Біга, — жовтий Смарагд Хаосу — і стрибає геть. Гама є одним із серійних роботів, розроблених Еґманом. Після зустрічі з Емі він починає страждати від технічної несправності, і у нього з'являється «сумління». Потім робот вирішує врятувати своїх «братів», інших роботів серії, проте для цього йому доводиться боротися з ними, а потім звільняти запечатаних у них тварин.
Головний антагоніст гри — доктор Роботнік, який отримав від Соніка прізвисько «Еґман» через фігуру, схожу на яйце. Він розробив новий план із завоювання планети, щоб підпорядкувати собі весь світ і створити країну роботів, але цього разу він покладається на дивну рідку істоту, відому як Хаос. Хаос також виступає антагоністом у грі. До зустрічі з Еґманом він був захисником чао. Він складається з води і може змінювати форму після поглинання смарагдів Хаосу. Після використання всіх семи смарагдів він перетворюється на Ідеального Хаоса (англ. Perfect Chaos), якого Еґман хоче використовувати для завоювання планети. Головним антагоністом для Емі є зелений робот E-100 Альфа (відоміший як Зеро) — прототип всієї серії роботів E-100. Зеро — один із роботів доктора Еґмана, яких той послав у місто на пошуки пташки Флікі (англ. Flicky), друга Емі. Він переслідує їжачку і птицю, сподіваючись захопити їх. Якоїсь миті це йому вдається, але Емі рятує E-102 Гамма. Зрештою Зеро зазнає поразки від Емі на авіаносці Еґмана.
Роботи серії E відіграють велику роль в історії E-102 Гамми, оскільки він для них є «братом». Всі вони мають серійні номери та імена грецькою мовою. E-101 Бета представляє собою чорного робота з двома пістолетами замість рук. Пізніше його модернізували в E-101 MKII — п'ятого і останнього боса для Гамми. E-103 Дельта — робот синього кольору та другий бос. E-104 Епсілон — помаранчевий робот та третій бос. E-105 Дзета — робот фіолетового кольору. Пізніше Еґман переробляє Дзету у величезну гармату, каркас якої складається з приставок Dreamcast.
Неігровий персонаж, що займає важливу роль у сюжетній лінії, — Тікал, принцеса стародавнього племені єхидн і дочка вождя Пачакамака. Вона з'являється щоразу, коли головні персонажі вирушають у часі. Вона намагається зупинити свого батька Пачакамака, який вирішив використати Смарагди у своїх цілях. На рівнях вона з'являється в основному у формі рожевого кулі, що світиться. Головною особливістю гри є Чао, маленькі істоти, які можуть бути вирощені в садах Чао. Також у Sonic Adventure DX на деяких локаціях можна побачити як камео кролицю Крим.

### Історія
3000 років тому імперія єхидн на чолі з Пачакамаком бажала отримати Смарагди Хаосу і Майстер Смарагд, які мають таємничу енергію. Дочка Пачакамака Тікал разом із істотами чао охороняла святиню. Вона намагалася пояснити батькові, що напад на храм, вбивство чао та отримання смарагдів не призведе до миру. Проте батько проігнорував слова дочки, та його піддані пограбували святиню. Але з Майстра Ізумруду вийшла істота на ім'я Хаос і знищило цивілізацію ехидн. Тікал вижила і назавжди запечатала себе і Хаоса в Майстер Ізумруд.
Події гри розгортаються в той же час, коли Майстер Ізумруд, розташований на плавучому острові Ангелів, охороняє єхидна Наклз. Через деякий час доктор Еґман руйнує Майстер Ізумруд і звільняє Хаос. Острів Ангелів занурюється в море, а уламки Майстра Смарагду та Смарагди Хаосу розкидає у різні боки. На Вокзальній площі монстр Хаос стикається з їжаком Соніком, де той за короткий час перемагає його у бою. Наклз тим часом починає пошук уламків Майстра Ізумруду. Наступного дня Сонік рятує лисеня Тейлза, який зазнав аварії під час випробування нового літака зі Смарагдом Хаосу. Після порятунку обидва герої вирушають у майстерню Тейлза, що у Містичних руїнах, але шляхом зустрічають доктор Еґман і Хаос. Еґман забирає у Тейлза смарагд і віддає Хаосу. Він заявляє, що Хаос ставатиме сильніше з кожним поглиненим смарагдом і зрештою стане непереможним і зможе знищити Вокзальну площу. На руїнах міста Еґман хоче побудувати Роботнікленд та стати його главою. Сонік і Тейлз вирушають на пошуки інших смарагдів, щоб запобігти планам доктора, але в результаті вони втрачають всі зібрані Смарагди Хаосу. Сам Еґман створює свою літаючу фортецю, Еґ Авіаносець, яку на літаку «Торнадо» переслідують Сонік і Тейлз.
Еґман у своїй фортеці наказує всім своїм роботам із серії E, зокрема E-102 Гаммі, знайти жабеня Фроґі, що з'їв Ізумруд Хаоса. Гамма знаходить Фроґі, якого переслідує найкращий друг кіт Біг. Тим часом Тейлз знаходить інший смарагд і використовує його для створення літака «Торнадо 2». Соніка у цей час зустрічає Емі Роуз, яка просить їжака захистити пташку Флікі. Один із роботів Еґмана, Зеро, має намір отримати птаха і починає полювання за Емі. Незабаром Зеро захоплює Емі та Флікі, а потім прибуває на Еґ Авіаносець. Сонік і Тейлз літаком жорстко приземляються на авіаносець Еґмана. Наклз також бачить у Мастері Смарагді, що прийняв початкову форму, зображення Еґ Авіаносця.
На борту авіаносця доктор Еґман наказує Гаммі забрати у Емі птаха. Але перед цим робот входить до іншої кімнати і бачить, як перебудовують його брата E-101 Бету. За ґратами їжачка говорить Гаммі, що Еґман — погана людина. У результаті робот випускає Емі та пташку з в'язниці. Після цього їжачка бачить Соніка і Тейлза, які спочатку атакують доктора Еґмана, а потім — Гамму. Під час другої битви Емі просить їжака не битися з роботом, оскільки той випустив її із в'язниці. Сам Гамма почав усвідомлювати, що Еґман є поганою людиною і що він повинен перейти на бік добра. Тейлз, Емі та Гамма йдуть з корабля, а Сонік і Наклз вирушають у гонитву за докторем. На кораблі вони борються з Хаосом, який вже має шість Ізумрудів Хаосу У кораблі Еґмана виявляються несправності, і він починає втрачати висоту. Сонік, Наклз, Біг та Еґман біжать із корабля. Після втечі від свого творця Гамма вирішує розшукати своїх братів-роботів і знищити їх, щоб звільнити всіх тварин усередині. У битві з E-101 Бетою робот отримує пошкодження та вибухає разом із старшим братом. Після битви, з переможеного E-101 виходять Фліки і возз'єднуються зі своїми друзями. Тим часом Сонік і Тейлз перемагають Еґмана на його базі й у місті відповідно.
Через день Наклз відновлює усі уламки Майстра Ізумруду, але острів Ангела все одно падає в море, коли на нього проникають Хаос і Еґман. Хаос поглинає шість смарагдів Хаосу і знаходить сьомий у розбитому літаку «Торнадо 2». Поглинувши всі Смарагди Хаосу, монстр використовує їхню негативну енергію і перетворюється на Досконалий Хаос. Досконалий Хаос влаштовує повінь і руйнує Вокзальну площу. Тікал, що з'явилася, повідомляє Соніку, що ще не пізно запечатати Хаос у Майстер Ізумруд. Сонік, використавши позитивну силу Ізумрудів Хаосу, перетворюється на Супер Соніка. Їжак перемагає монстра, але той виживає і набуває своєї первісної форми. Він виявляє, що чао, які колись були зберігачами, зараз живуть на Вокзальній площі у спеціальних садах. Хаос залишає їх на Землі і разом з Тікалом іде в минуле. Доктор Еґман залишає зруйноване місто, а Сонік переслідує його.

## Розробка гри
Після виходу гри Nights into Dreams… 1996 року розпочалася розробка Sonic Adventure. На створення платформера за участю Соніка компанія Sega виділила студії Sonic Team 10 мільйонів доларів США. Більшість розробників раніше брали участь у попередніх проєктах компанії: Юдзі Нака та Наото Осіма були творцями першої частини Sonic the Hedgehog та наступних ігор, Такасі Іізука розпочав свою роботу як провідний дизайнер у Sonic the Hedgehog 3 та Nights into Dreams…, обіймав посаду керівника у Sonic Jam, у ролі художнього директора та дизайнера персонажів виступили Кадзуюкі Хосіно та Юдзі Уекава відповідно, провідним програмістом став Тецу Катано, сценарій написав дизайнер серії Phantasy Star Акінорі Нісіяма, звукорежисером виступив Дзюн Сеноуе, який працює композитором на лейблі Wave Master. Спочатку у створенні гри брало участь понад 20 осіб, але на момент завершення проєкту їх кількість збільшилася до 60.
Спочатку Sonic Adventure планувалася як японська рольова гра для консолі Sega Saturn, і був намальований концепт нової гри, де було зображено ключ, карту та кілька дверей. Незабаром Sega анонсувала нову консоль під назвою Dreamcast. Архітектура консолі та аксесуар Visual Memory Unit привернули увагу розробників, і вирішили випустити нову гру про Соніка. З квітня 1997 року студія вирішила змінити концепцію гри у бік тривимірного платформера і розпочала розробку гри з нуля, але всі виконані напрацювання перенесли до рівня «Sonic World» для збірки Sonic Jam. Продюсер Юдзі Нака в інтерв'ю журналу Sega Saturn Magazine пояснив, що до створення Sonic Adventure команда експериментувала з тривимірною графікою та хотіла зрозуміти, як виглядатиме серія в нових умовах. За допомогою швидкісного геймплею та різних нововведень гра повинна була залучити як старих гравців, так і нових, тим самим підвищивши популярність їжака Соніка.
Оскільки Sonic Adventure є першою тривимірною грою серії, розробники вирішили створити локації, що мають реальні прототипи. Великий вплив створення гри справила поїздка до Південної Америки, де вони вивчали культуру інків і природні особливості материка. Рівні стали довшими і масштабнішими, а сюжет має різну структуру оповідання. Дизайн персонажів, які з'являлися у попередніх іграх (Сонік, Тейлз, Наклз, Емі та Еґман), було також змінено. Художник Юдзі Уекава хотів за допомогою нових образів зробити персонажів «американськими», оскільки цим можна було легше висловити характери героїв для західної аудиторії, зокрема і Соніка. Одного з головних персонажів гри, доктора Роботніка, у західних країнах стали називати Еґманом. Маленькі віртуальні вихованці чао були створені, на основі головного героя гри Sanrin Sanchan, випущеної для аркадної системи Sega System 1 в 1984 році. Більша частина геймплея при грі за чао була запозичена з Nights into Dreams…, де істоти найтопіанці можуть змінювати настрій та мутувати.
До анонсу Sonic Adventure Sega намагалася не давати докладної інформації щодо нової гри про Соніка. Однак у середині 1998 року стався витік скриншотів гри в Інтернет. Юдзі Нака представив гру в журналі Edge у середині серпня, а офіційний анонс відбувся 22 серпня у Японії; він супроводжувався концертом гурту Crush 40 з піснею «Open Your Heart», головною темою гри. Для просування гри компанія Campbell Soup в обмеженій кількості продавала консервовану пасту, на упаковці якої були зображені персонажі гри Sonic Adventure. У 2000 році компанія Toy Island випустила лінію фігурок та іграшок з персонажами з гри. Пізніше іграшки були знову випущені в 2004 році, але вже як колекція «Sonic X».
Sonic Adventure є однією з перших ігор для Dreamcast, в якій став доступний завантажувальний контент. Ці доповнення завантажувалися через інтернет-сервіси Dreamarena та SegaNet. Для гри була створена онлайн-таблиця з лідерами, нові види чао, чорний ринок (англ. Black Market), а також різні об'єкти та предмети, пов'язані з Хеллоуїном та Різдвом. У 2000 році виключно для Європи був випущений контент зі спеціальним рівнем «Emerald Coast», де Сонік повинен знайти на рівні п'ять пар кросівок Reebok.

## Версії та випуски
Оригінальна версія гри для Dreamcast була випущена в Японії 23 грудня 1998 року. Західною версією Sonic Adventure займалися співробітники американського підрозділу Sonic Team. Вони ж усунули численні помилки в програмному коді гри, які були присутні в японській версії, трохи змінили дизайн деяких рівнів і додали можливість завантажувати додатковий контент. Ця версія була випущена разом із консоллю Dreamcast восени 1999. У жовтні того ж року Sega перевидала в Японії західну версію гри під назвою Sonic Adventure International, в 2000 році в США випустила бюджетне видання Sonic Adventure під лейблом Sega All Stars.
У 2003 році на платформах GameCube і Windows була видана режисерська версія під назвою Sonic Adventure DX: Director’s Cut (яп. ソニックアドベンチャー デラシクス, Сонікку Адобентя: Дераккусу). Портуванням гри займалася компанія Now Production. Пізніше, у лютому 2011 року, ця версія гри була включена до збірки Dreamcast Collection, а 4 березня того ж року стала доступною для завантаження через сервіс Steam. Ця версія привносить режим завдань, який включає 60 місій, розкиданих за рівнями і полями пригод. Також порт містить колекцію мініігор, що складається з 12 ігор з приставки Game Gear із серії Sonic the Hedgehog: Sonic the Hedgehog, Sonic Drift, Sonic Chaos, Sonic Labyrinth, Sonic the Hedgehog Spinball, Sonic the Hedgehog 2, Dr. Robotnik's Mean Bean Machine, Sonic the Hedgehog Triple Trouble, Sonic Drift 2, Tails' Skypatrol, Sonic Blast и Tails Adventure. При зборі всіх 130 емблем відкривається персонаж Метал Сонік.
10 червня 2010 року Sega офіційно анонсувала Sonic Adventure у сервісах Xbox Live Arcade та PlayStation Network. Ця версія була випущена у вересні 2010 року. Згідно з планами Sega, компанія збиралася портувати кілька проєктів для Dreamcast на PlayStation 3 та Xbox 360. Першою грою стала Sonic Adventure. У новій версії були покращені графіка та максимально допустима роздільна здатність, змінені моделі героїв, додані підтримка об'ємного звуку, список онлайн-лідерів, система досягнень, трофеї та вбрання для аватара, що складається з футболки та черевиків Соніка. Портування засноване на версії гри Director's Cut, незважаючи на назву Sonic Adventure. Завантажуваний контент під назвою Sonic Adventure DX Upgrade включає всі функції, які є в перевиданні 2003 року, за винятком підтримки ігор з Game Gear. Ця версія також включає Метал Соніка як відкривального персонажа.

## Саундтрек

Обкладинка музичного альбому Sonic Adventure Original Sound Track (Digi-Log Conversation)

Музика була написана композиторами Дзюном Сеноуе (за сумісництвом також був звукорежисером), Кен'їті Токоі та Фуміе Куматані. Саундтрек включав музику найрізноманітніших жанрів: джаз, рок, техно, поп і кантрі. Дзюн Сеноуе називає створення саундтреку до гри важливим моментом у своїй кар'єрі, а Кен'їті Токоі заявив, що це найкраща його робота, оскільки завдяки їй сформувався його стиль написання музики.
Дзюн Сеноуе використав кілька пісень із Sonic 3D, щоб японські фанати серії познайомилися з його ранньою творчістю. Кожен персонаж (крім E-102 Гамми) має вокальну тему, що грає під час фінальних титрів в історії персонажа. Слова до всіх пісень написали Дзюн Сеноуе та Такахіро Фукада. Для головної теми гри «Open Your Heart» як вокаліст виступив Джонні Джіоелі з групи Hardline. Після створення пісні Джонні та Дзюн створили нову групу Sons of Angels (пізніше була перейменована на Crush 40). Темою їжака Соніка є пісня «It Doesn't Matter», яка була виконана Тоні Харнеллом. За словами Сеноуе, Харнелл був обраний виконавцем цієї пісні тому, що ідеально підійшов для неї. Музику до теми Емі Роуз «My Sweet Passion» написала Фуміе Куматані, а виконала Ніккі Грегорофф. Тема кота Біга «Lazy Days ~Livin’ in Paradise~» була написана Дзюном Сеноуе і виконана Тедом Полі. Як вокаліст для теми Тейлза «Believe in Myself» було запрошено співачку Карен Брейк. Тема єхидни Наклза «Unknown from M.E.» була виконана реперами Марлон Сандерс і Dread Fox. Музику вигадав Кен'іті Токої. Токоі називає єхидну Наклза своїм найкращим персонажем, тому що він працював над його темою і в процесі створення пісні закохався в нього.
Усього було випущено п'ять музичних альбомів, присвячених грі. Перший, Sonic Adventure: Songs with Attitude ~Vocal Mini-Album~ (яп. ソニックアドベンチャー Sonic Adventure: Songs with Attitude ~Vocal Mini-Album~, Сонікку Адобентя: Ута то Сісей ~Бокару міні арубаму~), вийшов 2 грудня 1998 року у Японії і містив у собі шість вокальних тем. Два тижні був виданий музичний альбом Sonic Adventure Remix, що складається з реміксів оригінальних пісень. У 1999 був випущений оригінальний саундтрек гри під назвою Sonic Adventure Original Sound Track (Digi-Log Conversation) (яп. ソニックアドベンチャー　デジ－ログ　カンヴァセーション～オリジナル・サウンドトラック, Сонікку Адобентя: Дедзі - Рогу Канвасе:Сен ~ Орідзінару Саундоторакку). Він складався з 69 композицій та займав два компакт-диски. У 2011 році на честь 20-річчя серії було випущено альбом Sonic Adventure Original Soundtrack 20th Anniversary Edition. У 2014 році відбувся вихід дводискового альбому Passion & Pride: Anthems with Attitude from the Sonic Adventure Era, що включає композиції з Sonic Adventure і Sonic Adventure 2. Крім основних саундтреків, музика з гри була присутня в інших альбомах: SonicTeam «PowerPlay» ~Best Songs from SonicTeam~ (1998), Radio DC (1999), Sonic the Hedgehog 10th Anniversary (2001), Multi-dimensional Sonic Adventure 2 Original Sound Track (2001), Complete Trinity: Sonic Heroes — Original Soundtrax (2004), True Blue: The Best of Sonic the Hedgehog (2008), True Colors: The Best of Sonic the Hedgehog Part 2 (2009), History of Sonic Music 20th Anniversary Edition (2011), Sonic Generations Original Soundtrack Blue Blur (2012), Sonic & All-Stars Racing Transformed Original Soundtrack (2014) та Sonic the Hedgehog 25th Anniversary Selection (2016). Головна тема гри «Open Your Heart» з'являлася у кожному альбомі Crush 40 у вигляді оригіналу або реміксів.
| Sonic Adventure: Songs with Attitude ~Vocal Mini-Album~ | Sonic Adventure: Songs with Attitude ~Vocal Mini-Album~ | Sonic Adventure: Songs with Attitude ~Vocal Mini-Album~ | Sonic Adventure: Songs with Attitude ~Vocal Mini-Album~ | Sonic Adventure: Songs with Attitude ~Vocal Mini-Album~ | Sonic Adventure: Songs with Attitude ~Vocal Mini-Album~ |
| #                                                       | Назва                                                   | Автор слів                                              | Автор музики                                            | Виконавець                                              | Тривалість                                              |
| ------------------------------------------------------- | ------------------------------------------------------- | ------------------------------------------------------- | ------------------------------------------------------- | ------------------------------------------------------- | ------------------------------------------------------- |
| 1.                                                      | «It Doesn’t Matter» (Тема Соніка)                       | Дзюн Сеноуе, Такахіро Фукада                            | Дзюн Сеноуе                                             | Тоні Харнелл                                            | 4:28                                                    |
| 2.                                                      | «My Sweet Passion» (Тема Емі)                           | Фуміе Куматані, Такахіро Фукада                         | Фуміе Куматані                                          | Ніккі Грегорофф                                         | 5:10                                                    |
| 3.                                                      | «Lazy Days ~Livin’ in Paradise~» (Тема Біга)            | Фуміе Куматані, Дзюн Сеноуе, Такахіро Фукада            | Дзюн Сеноуе                                             | Тед Поли                                                | 4:03                                                    |
| 4.                                                      | «Believe in Myself» (Тема Тейлза)                       | Дзюн Сеноуе, Такахіро Фукада                            | Дзюн Сеноуе                                             | Карен Брейк                                             | 3:53                                                    |
| 5.                                                      | «Unknown from M.E.» (Тема Наклза)                       | Такахіро Фукада                                         | Кен'їті Токої                                           | Марлон Сандерс, Dread Fox                               | 4:31                                                    |
| 6.                                                      | «Open Your Heart» (Тема Sonic Adventure)                | Дзюн Сеноуе, Такахіро Фукада                            | Дзюн Сеноуе, Кен'їті Токої                              | Crush 40                                                | 5:15                                                    |

| Sonic Adventure Remix | Sonic Adventure Remix                        | Sonic Adventure Remix                        | Sonic Adventure Remix      | Sonic Adventure Remix                           | Sonic Adventure Remix |
| #                     | Назва                                        | Автор слів                                   | Автор музики               | Ремікс                                          | Тривалість            |
| --------------------- | -------------------------------------------- | -------------------------------------------- | -------------------------- | ----------------------------------------------- | --------------------- |
| 1.                    | «Unknown from M.E.» (Тема Наклза)            | Кен'їті Токої, Такахіро Фукада               | Кен'їті Токої              | Кевін Мур і Стів Тушар                          | 4:37                  |
| 2.                    | «My Sweet Passion» (Тема Емі)                | Фуміе Куматані, Такахіро Фукада              | Фуміе Куматані             | Кевін Мур і Стів Тушар                          | 4:30                  |
| 3.                    | «My Sweet Passion» (Тема Емі)                | Фуміе Куматані, Такахіро Фукада              | Фуміе Куматані             | Кріс Вренна та Марк Бласквес                    | 5:19                  |
| 4.                    | «Open Your Heart» (Тема Sonic Adventure)     | Дзюн Сеноуе, Такахіро Фукада                 | Дзюн Сеноуе, Кен'їті Токої | Transmutator и Razed in Black                   | 5:14                  |
| 5.                    | «Believe in Myself» (Тема Тейлза)            | Дзюн Сеноуе, Такахіро Фукада                 | Дзюн Сеноуе                | Transmutator                                    | 4:20                  |
| 6.                    | «Lazy Days ~Livin’ in Paradise~» (Тема Біга) | Фуміе Куматані, Дзюн Сеноуе, Такахіро Фукада | Дзюн Сеноуе                | Марк Пістел із Meat Beat Manifesto              | 4:03                  |
| 7.                    | «Open Your Heart» (Тема Sonic Adventure)     | Дзюн Сеноуе, Такахіро Фукада                 | Дзюн Сеноуе, Кен'їті Токої | Кріс Рендалл і Ван Крісті зі Sister Machine Gun | 5:17                  |
| 8.                    | «Believe in Myself» (Тема Тейлза)            | Дзюн Сеноуе, Такахіро Фукада                 | Дзюн Сеноуе                | Метт Грін із Spahn Ranch                        | 3:24                  |
| 9.                    | «Unknown from M.E.» (Тема Наклза)            | Кен'їті Токої, Такахіро Фукада               | Кен'їті Токої              | Кевін Кей                                       | 5:54                  |
| 10.                   | «Open Your Heart» (Тема Sonic Adventure)     | Дзюн Сеноуе, Такахіро Фукада                 | Дзюн Сеноуе, Кен'їті Токої | Кріс Вренна та Марк Бласквес                    | 4:28                  |

| Sonic Adventure Original Sound Track (Digi-Log Conversation). Диск 1 | Sonic Adventure Original Sound Track (Digi-Log Conversation). Диск 1 | Sonic Adventure Original Sound Track (Digi-Log Conversation). Диск 1 | Sonic Adventure Original Sound Track (Digi-Log Conversation). Диск 1 | Sonic Adventure Original Sound Track (Digi-Log Conversation). Диск 1 | Sonic Adventure Original Sound Track (Digi-Log Conversation). Диск 1 |
| #                                                                    | Назва                                                                | Автор слів                                                           | Автор музики                                                         | Виконавець                                                           | Тривалість                                                           |
| -------------------------------------------------------------------- | -------------------------------------------------------------------- | -------------------------------------------------------------------- | -------------------------------------------------------------------- | -------------------------------------------------------------------- | -------------------------------------------------------------------- |
| 1.                                                                   | «Introduction …featuring „Open Your Heart“»                          | Такахіро Фукуда                                                      | Дзюн Сеноуе, Фуміе Куматані                                          | Джонні Джіоелі                                                       | 1:47                                                                 |
| 2.                                                                   | «Welcome to Station Square»                                          |                                                                      | Масару Сэцумару, Дзюн Сеноуе                                         |                                                                      | 3:14                                                                 |
| 3.                                                                   | «Event: Strain»                                                      |                                                                      | Кен'їті Токої                                                        |                                                                      | 1:00                                                                 |
| 4.                                                                   | «Boss: CHAOS ver.0, 2, 4»                                            |                                                                      | Дзюн Сеноуе                                                          |                                                                      | 2:22                                                                 |
| 5.                                                                   | «Azure Blue World …for Emerald Coast»                                |                                                                      | Дзюн Сеноуе                                                          |                                                                      | 4:13                                                                 |
| 6.                                                                   | «Windy and Ripply …for Emerald Coast»                                |                                                                      | Дзюн Сеноуе                                                          |                                                                      | 3:11                                                                 |
| 7.                                                                   | «BIG Fishes at Emerald Coast…»                                       |                                                                      | Дзюн Сеноуе                                                          |                                                                      | 1:50                                                                 |
| 8.                                                                   | «and… Fish Hits!»                                                    |                                                                      | Кен'їті Токої                                                        |                                                                      | 1:32                                                                 |
| 9.                                                                   | «Hey You! It’s Time to Speed Up!!!»                                  |                                                                      | Дзюн Сеноуе                                                          |                                                                      | 0:33                                                                 |
| 10.                                                                  | «Twinkle Cart …for Twinkle Park»                                     |                                                                      | Дзюн Сеноуе                                                          |                                                                      | 2:04                                                                 |
| 11.                                                                  | «Pleasure Castle …for Twinkle Park»                                  |                                                                      | Дзюн Сеноуе                                                          |                                                                      | 1:55                                                                 |
| 12.                                                                  | «Twinkle Circuit»                                                    |                                                                      | Дзюн Сеноуе                                                          |                                                                      | 2:21                                                                 |
| 13.                                                                  | «Fakery Way …for Twinkle Park»                                       |                                                                      | Фуміе Куматані                                                       |                                                                      | 1:09                                                                 |
| 14.                                                                  | «Run Through the Speed Highway …for Speed Highway»                   |                                                                      | Дзюн Сеноуе                                                          |                                                                      | 1:56                                                                 |
| 15.                                                                  | «Goin’ Down!? …for Speed Highway»                                    |                                                                      | Фуміе Куматані                                                       |                                                                      | 0:31                                                                 |
| 16.                                                                  | «At Dawn …for Speed Highway»                                         |                                                                      | Дзюн Сеноуе                                                          |                                                                      | 2:41                                                                 |
| 17.                                                                  | «Choose Your Buddy! -Slap Bass ver.-»                                |                                                                      | Дзюн Сеноуе                                                          |                                                                      | 2:03                                                                 |
| 18.                                                                  | «Theme of „CHAO“»                                                    |                                                                      | Фуміе Куматані                                                       |                                                                      | 2:27                                                                 |
| 19.                                                                  | «Letz Get This Party Started …for CHAO Race Entrance»                |                                                                      | Фуміе Куматані                                                       |                                                                      | 4:05                                                                 |
| 20.                                                                  | «Join Us 4 Happy Time …for CHAO Race»                                |                                                                      | Фуміе Куматані                                                       |                                                                      | 2:29                                                                 |
| 21.                                                                  | «The Dreamy Stage …for Casinopolis»                                  |                                                                      | Фуміе Куматані                                                       |                                                                      | 2:14                                                                 |
| 22.                                                                  | «Blue Star …for Casinopolis»                                         |                                                                      | Кен'їті Токої                                                        |                                                                      | 1:35                                                                 |
| 23.                                                                  | «Dilapidated Way …for Casinopolis»                                   |                                                                      | Дзюн Сеноуе                                                          |                                                                      | 2:09                                                                 |
| 24.                                                                  | «Challange for Another Aim»                                          |                                                                      | Дзюн Сеноуе                                                          |                                                                      | 0:55                                                                 |
| 25.                                                                  | «Theme of „Dr.EGGMAN“»                                               |                                                                      | Дзюн Сеноуе                                                          |                                                                      | 2:30                                                                 |
| 26.                                                                  | «Egg Mobile …Boss: Egg Hornet»                                       |                                                                      | Дзюн Сеноуе                                                          |                                                                      | 2:03                                                                 |
| 27.                                                                  | «Mystic Ruin»                                                        |                                                                      | Фуміе Куматані                                                       |                                                                      | 2:25                                                                 |
| 28.                                                                  | «Windy Hill …for Windy Valley»                                       |                                                                      | Дзюн Сеноуе                                                          |                                                                      | 1:41                                                                 |
| 29.                                                                  | «Tornado …for Windy Valley»                                          |                                                                      | Дзюн Сеноуе                                                          |                                                                      | 1:37                                                                 |
| 30.                                                                  | «The Air …for Windy Valley»                                          |                                                                      | Дзюн Сеноуе                                                          |                                                                      | 2:53                                                                 |
| 31.                                                                  | «Fight for My Own Way …Boss: Event»                                  |                                                                      | Дзюн Сеноуе                                                          |                                                                      | 2:07                                                                 |
| 32.                                                                  | «Snowy Mountain …for Icecap»                                         |                                                                      | Дзюн Сеноуе                                                          |                                                                      | 2:07                                                                 |
| 33.                                                                  | «Limestone Cave …for Icecap»                                         |                                                                      | Фуміе Куматані                                                       |                                                                      | 1:52                                                                 |
| 34.                                                                  | «Be Cool, Be Wild and Be Groovy …for Icecap»                         |                                                                      | Дзюн Сеноуе, Кен'їті Токої                                           |                                                                      | 2:24                                                                 |
| 35.                                                                  | «Invincible …No Fear!»                                               |                                                                      | Дзюн Сеноуе                                                          |                                                                      | 1:00                                                                 |
| 36.                                                                  | «Choose Your Buddy! -Finger Bass ver.-»                              |                                                                      | Дзюн Сеноуе                                                          |                                                                      | 2:02                                                                 |
| 74:57                                                                |                                                                      |                                                                      |                                                                      |                                                                      |                                                                      |

| Sonic Adventure Original Sound Track (Digi-Log Conversation). Диск 2 | Sonic Adventure Original Sound Track (Digi-Log Conversation). Диск 2 | Sonic Adventure Original Sound Track (Digi-Log Conversation). Диск 2 | Sonic Adventure Original Sound Track (Digi-Log Conversation). Диск 2 | Sonic Adventure Original Sound Track (Digi-Log Conversation). Диск 2 | Sonic Adventure Original Sound Track (Digi-Log Conversation). Диск 2 |
| #                                                                    | Назва                                                                | Автор слів                                                           | Автор музики                                                         | Виконавець                                                           | Тривалість                                                           |
| -------------------------------------------------------------------- | -------------------------------------------------------------------- | -------------------------------------------------------------------- | -------------------------------------------------------------------- | -------------------------------------------------------------------- | -------------------------------------------------------------------- |
| 1.                                                                   | «Mt. Red: a Symbol of Thrill …for Red Mountain»                      |                                                                      | Кен'їті Токої                                                        |                                                                      | 1:47                                                                 |
| 2.                                                                   | «Red Hot Skull …for Red Mountain»                                    |                                                                      | Дзюн Сеноуе                                                          |                                                                      | 4:58                                                                 |
| 3.                                                                   | «Heartless Colleague …Boss: E-Series Targets»                        |                                                                      | Дзюн Сеноуе                                                          |                                                                      | 1:25                                                                 |
| 4.                                                                   | «Sand Hill»                                                          |                                                                      | Кен'їті Токої                                                        |                                                                      | 3:09                                                                 |
| 5.                                                                   | «Event: Sadness»                                                     |                                                                      | Фуміе Куматані                                                       |                                                                      | 1:14                                                                 |
| 6.                                                                   | «Theme of „TIKAL“»                                                   |                                                                      | Фуміе Куматані                                                       |                                                                      | 3:23                                                                 |
| 7.                                                                   | «Tricky Maze …for Lost World»                                        |                                                                      | Фуміе Куматані                                                       |                                                                      | 2:31                                                                 |
| 8.                                                                   | «Danger! Chased by Rock …for Lost World»                             |                                                                      | Кен'їті Токої                                                        |                                                                      | 1:36                                                                 |
| 9.                                                                   | «Leading Lights …for Lost World»                                     |                                                                      | Кен'їті Токої                                                        |                                                                      | 1:49                                                                 |
| 10.                                                                  | «Event: The Past»                                                    |                                                                      | Кен'їті Токої                                                        |                                                                      | 1:30                                                                 |
| 11.                                                                  | «Event: Fanfare for „Dr.EGGMAN“»                                     |                                                                      | Масару Сецумару                                                      |                                                                      | 0:26                                                                 |
| 12.                                                                  | «Tornado Scramble …for Sky Chase»                                    |                                                                      | Масару Сецумару                                                      |                                                                      | 1:33                                                                 |
| 13.                                                                  | «Funky Groove Makes U Hot!? …for Options»                            |                                                                      | Дзюн Сеноуе                                                          |                                                                      | 1:45                                                                 |
| 14.                                                                  | «Egg Carrier — A Song That Keeps Us On The Move»                     |                                                                      | Фуміе Куматані, Кен'їті Токої                                        |                                                                      | 4:03                                                                 |
| 15.                                                                  | «ZERO The Chase-master …Boss: Eggman Robot -ZERO-»                   |                                                                      | Дзюн Сеноуе                                                          |                                                                      | 1:58                                                                 |
| 16.                                                                  | «Skydeck A Go! Go! …for Sky Deck»                                    |                                                                      | Дзюн Сеноуе                                                          |                                                                      | 1:41                                                                 |
| 17.                                                                  | «General Offensive …for Sky Deck»                                    |                                                                      | Кен'їті Токої, Дзюн Сеноуе                                           |                                                                      | 2:44                                                                 |
| 18.                                                                  | «Theme of „E-102γ“»                                                  |                                                                      | Фуміе Куматані                                                       |                                                                      | 4:26                                                                 |
| 19.                                                                  | «Crazy Robo …Boss: E-101R»                                           |                                                                      | Фуміе Куматані                                                       |                                                                      | 2:33                                                                 |
| 20.                                                                  | «Bad Taste Aquarium …for Hot Shelter»                                |                                                                      | Дзюн Сеноуе                                                          |                                                                      | 3:31                                                                 |
| 21.                                                                  | «Red Barrage Area …for Hot Shelter»                                  |                                                                      | Кен'їті Токої                                                        |                                                                      | 2:47                                                                 |
| 22.                                                                  | «Danger is Imminent»                                                 |                                                                      | Масару Сецумару                                                      |                                                                      | 1:12                                                                 |
| 23.                                                                  | «Sweet Punch …for Hedgehog Hammer»                                   |                                                                      | Фуміе Куматані                                                       |                                                                      | 1:04                                                                 |
| 24.                                                                  | «Militant Missionary …Boss: Egg Walker & Egg Viper»                  |                                                                      | Масару Сецумару, Кен'їті Токої                                       |                                                                      | 1:17                                                                 |
| 25.                                                                  | «Mechanical Resonance …for Final Egg»                                |                                                                      | Кен'їті Токої                                                        |                                                                      | 3:05                                                                 |
| 26.                                                                  | «Crank the Heat Up!! …for Final Egg»                                 |                                                                      | Дзюн Сеноуе                                                          |                                                                      | 3:00                                                                 |
| 27.                                                                  | «Boss: CHAOS ver.6»                                                  |                                                                      | Дзюн Сеноуе                                                          |                                                                      | 1:54                                                                 |
| 28.                                                                  | «Calm After the Storm …Egg Carrier -the ocean-»                      |                                                                      | Кен'їті Токої                                                        |                                                                      | 2:08                                                                 |
| 29.                                                                  | «Event: Unbound»                                                     |                                                                      | Кен'їті Токої                                                        |                                                                      | 1:12                                                                 |
| 30.                                                                  | «Perfect CHAOS Revival! …Boss: Perfect CHAOS»                        |                                                                      | Кен'їті Токої                                                        |                                                                      | 1:43                                                                 |
| 31.                                                                  | «Event: Good-bye!»                                                   |                                                                      | Фуміе Куматані                                                       |                                                                      | 1:19                                                                 |
| 32.                                                                  | «Will You Continue?»                                                 |                                                                      | Дзюн Сеноуе                                                          |                                                                      | 0:34                                                                 |
| 33.                                                                  | «Open Your Heart -Main Theme of „SONIC Adventure“-»                  | Дзюн Сеноуе, Такахіро Фукуда                                         | Дзюн Сеноуе, Кен'їті Токої                                           | Джонні Джіоелі                                                       | 4:29                                                                 |
| 73:46                                                                |                                                                      |                                                                      |                                                                      |                                                                      |                                                                      |

| Sonic Adventure Original Soundtrack 20th Anniversary Edition | Sonic Adventure Original Soundtrack 20th Anniversary Edition | Sonic Adventure Original Soundtrack 20th Anniversary Edition |
| #                                                            | Назва                                                        | Тривалість                                                   |
| ------------------------------------------------------------ | ------------------------------------------------------------ | ------------------------------------------------------------ |
| 1.                                                           | «Introduction …featuring „Open Your Heart“»                  | 1:48                                                         |
| 2.                                                           | «It Doesn’t Matter …Theme of „Sonic The Hedgehog“»           | 4:29                                                         |
| 3.                                                           | «Boss: CHAOS ver.0, 2, 4»                                    | 2:23                                                         |
| 4.                                                           | «Azure Blue World …for Emerald Coast»                        | 3:05                                                         |
| 5.                                                           | «Windy and Ripply …for Emerald Coast»                        | 1:41                                                         |
| 6.                                                           | «Theme of „Dr. Eggman“»                                      | 1:33                                                         |
| 7.                                                           | «Egg Mobile …Boss: Egg Hornet»                               | 2:03                                                         |
| 8.                                                           | «Windy Hill …for Windy Valley»                               | 1:42                                                         |
| 9.                                                           | «The Air …for Windy Valley»                                  | 1:31                                                         |
| 10.                                                          | «Welcome to Station Square»                                  | 3:14                                                         |
| 11.                                                          | «Blue Star …for Casinopolis»                                 | 1:36                                                         |
| 12.                                                          | «Mystic Ruin»                                                | 2:25                                                         |
| 13.                                                          | «Be Cool, Be Wild and Be Groovy …for Ice Cap»                | 2:28                                                         |
| 14.                                                          | «Twinkle Cart …for Twinkle Park»                             | 2:05                                                         |
| 15.                                                          | «Pleasure Castle …for Twinkle Park»                          | 1:56                                                         |
| 16.                                                          | «Theme of „CHAO“»                                            | 2:28                                                         |
| 17.                                                          | «Join Us 4 Happy Time …for CHAO Race»                        | 2:31                                                         |
| 18.                                                          | «Run Through the Speed Highway …for Speed Highway»           | 1:58                                                         |
| 19.                                                          | «Mt. Red: a Symbol of Thrill …for Red Mountain»              | 1:47                                                         |
| 20.                                                          | «Egg Carrier — A Song That Keeps Us On The Move»             | 4:03                                                         |
| 21.                                                          | «Skydeck A Go! Go! …for Sky Deck»                            | 1:41                                                         |
| 22.                                                          | «Theme of „E-102γ“»                                          | 4:26                                                         |
| 23.                                                          | «Crazy Robo …Boss: E-101R»                                   | 2:33                                                         |
| 24.                                                          | «Boss: CHAOS ver.6»                                          | 1:55                                                         |
| 25.                                                          | «Tricky Maze …for Lost World»                                | 2:31                                                         |
| 26.                                                          | «Theme of „Tikal“»                                           | 3:23                                                         |
| 27.                                                          | «Red Barrage Area …for Hot Shelter»                          | 2:05                                                         |
| 28.                                                          | «Mechanical Resonance …for Final Egg»                        | 1:48                                                         |
| 29.                                                          | «Perfect CHAOS Revival! …Boss: Perfect CHAOS»                | 1:44                                                         |
| 30.                                                          | «Open Your Heart — Main Theme of „Sonic Adventure“»          | 5:15                                                         |
| 74:07                                                        |                                                              |                                                              |

## Озвучування
Sonic Adventure є другою грою основної серії (після Sonic the Hedgehog CD), у якій персонажі були озвучені. Актор Раян Драммонд описував свою роботу над грою наступним чином: «На прослуховуванні, над кабінкою для читання дикторського тексту, висіла картинка з Соніком. Головний звукооператор поставив мені запитання: „Якщо ви почули голос [Соніка], то як він звучить?“ Я знав, що Сонік — енергійний, швидкісний і юний; я просто думав над цим, відкриваючи рота, в результаті вийшло саме це. Я пам'ятаю, що я не мав часу, щоб репетирувати. Я навіть не знав, як зазвучить голос, доки я не зробив це в мікрофон для людей з Sega. Так вийшло». У японській версії присутні озвучування та субтитри, виключно японською мовою. Регіональні релізи містять дубляж англійською, а також субтитри японською, англійською, німецькою, французькою та іспанською мовами.
У японській версії акторський склад озвучування мало змінився і після виходу Sonic Generations. Майже всі сейю взяли участь в озвучуванні аніме Sonic X та інших ігор серії. Англійський склад акторів озвучував серію до ігор Sonic Heroes та Sonic Advance 3.
| Персонаж                         | Японський актор озвучування                                      | Англійський актор озвучування                         |
| -------------------------------- | ---------------------------------------------------------------- | ----------------------------------------------------- |
| Їжак Сонік                       | Дзюн'їті Канемару                                                | Раян Драммонд                                         |
| Майлз «Тейлз» Прауер             | Кадзукі Хаясі                                                    | Корі Брінгас                                          |
| Єхидна Наклз                     | Нобутосі Канна                                                   | Майкл Макгехерн                                       |
| Емі Роуз                         | Таеко Кавата                                                     | Дженіфер Дуіллард                                     |
| Кіт Біг                          | Шун Ясіро                                                        | Джон Сент-Джон                                        |
| E-102 Гамма                      | Джоджі Наката                                                    | Стів Броді                                            |
| Доктор Еґман, Метал Сонік (меню) | Чікао Оцука                                                      | Дім Брістоу                                           |
| Єхидна Тікал                     | Каорі Асо                                                        | Елара Дістлер                                         |
| Єхидна Пачакамак                 | Тору Окава                                                       | Стів Броді                                            |
| Інші персонажі                   | Кахо Кода Томоко Сасакі Кеко Хіками Дзедзі Наката Нобутосі Канна | Лані Мінелла Майкл Макгехерн Стів Броді Елара Дістлер |

## Оцінки та відгуки
| Агрегатор    | Оцінка                                                              |
| ------------ | ------------------------------------------------------------------- |
| GameRankings | 86,51 % (DC) 64,43 % (GC) 61,75 % (ПК) 52,92 % (PS3) 52,08 % (X360) |
| Metacritic   | 57/100 (GC) 50/100 (PS3) 48/100 (X360)                              |

| Видання                      | Оцінка                                  |
| ---------------------------- | --------------------------------------- |
| 1Up.com                      | B- (GC) D (X360)                        |
| AllGame                      | (DC) · (GC) · (ПК) · (PS3) · (X360)     |
| Edge                         | 8/10 (DC)                               |
| Electronic Gaming Monthly    | 9,12/10 (DC) 6/10 (GC)                  |
| Eurogamer                    | 5/10 (GC)                               |
| Famitsu                      | 38/40 (DC)                              |
| G4                           | 3/5 (GC)                                |
| Game Informer                | 7,75/10 (DC) 5/10 (GC)                  |
| GamePro                      | (DC) · (GC) · (X360)                    |
| GameRevolution               | B (DC) C- (GC)                          |
| GameSpot                     | 9,2/10 (DC) 5,7/10 (GC)                 |
| GameSpy                      | (GC)                                    |
| GameZone                     | 8,3/10 (GC) 7/10 (X360/PS3)             |
| IGN                          | 8,6/10 (DC) 5/10 (GC) 3,5/10 (X360/PS3) |
| Nintendo Power               | 3,7/5 (GC)                              |
| Nintendo World Report        | 6,5/10 (GC)                             |
| Official Xbox Magazine (США) | 5,5/10 (X360)                           |
| VideoGamer.com               | 5/10 (X360/PS3)                         |
| Страна игр                   | 9/10 (DC)                               |

Версія Sonic Adventure для консолі Dreamcast одержала позитивні відгуки від преси. За даними сайтів GameRankings і MobyRank, середня оцінка гри склала відповідно 86,51 % та 87 балів. Незважаючи на критику системи камер, проблеми з частотою кадрів, анімацією персонажів у відеороликах, та рівні з котом Бігом, рецензентам сподобався у грі геймплей, сюжет та музичний супровід. На червень 2006 року було продано близько 2,5 мільйонів екземплярів оригінальної версії по всьому світу, що зробило цю гру, найбільш продаваною, для приставки Dreamcast.
Позитивні відгуки отримали графіка та ігровий дизайн. Журналіст інтернет-порталу AllGame Скотт Алан Марріотт високо оцінив виконану роботу художників, дизайнерів та програмістів, і зауважив, що «[раніше] Сонік та його друзі ніколи не виглядали краще». Крім персонажів, його вразило наявність слідів на піску, водоспади, храм Майя та відеоролики. Представник журналу «Країна Ігор» назвав дизайн гри «передовим», а графіку — приголомшливою. У відкликанні він помітив, що ці позитивні риси притягують до себе увагу і зачаровують якістю. Для Брендона Джастіса (IGN) і Пітера Бартолоу (GameSpot) графіка в Sonic Adventure здалася найкращою серед ігор у жанрі платформер, але останній звернув увагу на періодичне зниження частоти кадрів та відмінність у японській та західній версіях гри, рухів губ персонажів. Схожі технічні проблеми гри згадувалися в огляді від представника видання «Країна ігор». Стриманий відгук про графіку залишив представник сайту Game Revolution: і хоча він і назвав її «чудовою», але, якщо порівнювати Sonic Adventure з першими іграми, що вийшли в США, на Dreamcast, то вона виглядає не зовсім красивою. «Хоча Сонік є флагманом Sega для Dreamcast, гравці реально повинні дивитися у бік NFL 2K або Soulcalibur, щоб бути свідком справжньої сили цієї нової машини», — зауважив рецензент. У пізніших оглядах графіка оригіналу також позитивно оцінювалася критиками, але водночас згадувалися і її недоліки. Метт Касамассіна (IGN) писав, що свого часу Sonic Adventure представляло інтригуюче поєднання 3D-технологій і чистої швидкості, через що гра з Соніком засліпила всі інші ігри, що вийшли в схожому форматі. На думку рецензента інтернет-журналу Eurogamer Тома Бромвелла, платформер був і залишається чудовою колекцією правильних соніківських 3D-рівнів, який вставлений між стомлюючими пригодами, великою кількістю нерухомих неігрових персонажів та простих головоломок. Майкл Коль (Nintendo World Report) про вихід Sonic Adventure у 1999 році писав наступне: «Перша повністю в 3D соніківська гра знову повернула синього їжака та його друзів, обіцяючи при цьому нові вигини в геймплеї та зберігаючи люту швидкість Соніка. Продукт був цікавим, але багато фанатів Соніка розчарувалися в його численних недоліках». У якості мінусів, які не сподобалися шанувальникам франшизи в Sonic Adventure, критик називав «помилки, пастки та роздратування», з якими вони зіткнулися під час проходження рівня.
Ігровий процес було позитивно оцінено журналістами. Похвала йшла у бік наявності у платформері босів, вихованців чао та кількох персонажів з різним стилем проходження. Бартолоу рекомендував користувачам Dreamcast придбати Sonic Adventure, тому що в ній міститься «20 з гаком годин ігрового процесу», де, крім сюжетної лінії, додаються симуляція розмноження чао та мініігри. З недоліків критик відзначив незручні ракурси камери та деякі баги, але вони, на його думку, не впливають на проходження сюжетної лінії. Представник журналу «Країна ігор» описав головних персонажів наступним чином: «…всі вони [головні герої] були наділені розробниками своїми власними можливостями, своїми варіантами вже знайомих за квестом Соніка рівнів, своєю власною історією і навіть своїми власними версіями босів, їх управління та поведінка на рівнях також разюче відрізняються один від одного, що додає Sonic Adventure просто неймовірну для гри з цієї серії глибину». Журналіст інтернет-порталу AllGame Скотт Алан Марріотт відзначав у своєму огляді, що гра, незважаючи на збереження великої швидкості зі старих ігор серії на Mega Drive/Genesis, не буде позитивно сприйнята шанувальниками серії через те, що вона найбільше розрахована на дітей. Крім проблеми з аудиторією, рецензент також звернув увагу на запозичення з інших серій деяких елементів ігрового процесу: рівні в платформері про Соніка нагадують на рівні з Crash Bandicoot 3: Warped, чао схожі на чокобо з Final Fantasy VII, а вихід гри нагадує реліз Super Mario 64 для Nintendo 64; цим оглядач відзначав відсутність нововведень у серії. Наприкінці оглядач відзначив таке: «Чи є Sonic Adventure найкращою із Сонікових ігор? Так, але не можна сказати, що у франшизі було багато проєктів рівня ААА (хоча перша гра є справжньою класикою)». Інша думка з приводу аудиторії була у критика із сайту Game Revolution. У своєму відгуку він висунув припущення, що нова гра про Соніка сподобається не лише молодим гравцям, а й старим шанувальникам серії, оскільки останні давно чекали від платформерів чогось більшого. З позитивних сторін геймплея критик назвав «акуратне доповнення» до основної гри у вигляді чао-саду та наявності мініігор зі звірками чао для аксесуара Visual Memory Unit, а недоліком порахував «Adventure Fields» (в огляді названий просто «Adventure»), який, проти звичайними рівнями, уповільнює проходження гри.
Здебільшого позитивно було оцінено музичний супровід гри. У захопленні залишився критик із журналу Retro Gamer; за його словами, жодна наступна гра із Соніком не змогла досягти «вау-ефекту». Марріот до позитивних моментів музики відніс вокальні композиції персонажів, а до мінусів — деякі пісні, що повторюються на рівнях. Оглядачеві з Absolute Games зі всіх мелодій сподобалася тема Наклза і охарактеризував її як «чумовий реп». «Музикою в грі є першокласний рок у Соніківському стилі», — так охарактеризував саундтрек Бартолоу. У своїй рецензії він похвалив аранжувальників за кришталево чистий звук, а вокалістів — за гарний вокал. Коль в огляді зазначав, що в деяких темах вокал поганий, але в цілому саундтрек заслуговує на більше, ніж сама гра. Джанкарло Вараніні з GameSpot у своєму огляді залишив змішаний відгук про музичний супровід: з одного боку, йому не сподобався «дратівливий» стиль мелодій, порівнянний з рок-музикою 1980-х років, але з іншого, критик похвалив відмінне аранжування, яке допомагає відчути швидкість на рівнях. Незадовільний відгук про музику залишив журналіст сайту Game Revolution; було заявлено, що композиторів Sonic Adventure годі взагалі підпускати до написання музики до ігор. Рецензент Charles опублікував у музичному інтернет-порталі Square Enix Music Online три відгуки на альбоми Sonic Adventure: Songs with Attitude ~ Vocal Mini-Album ~, Sonic Adventure Original Sound Track (Digi-Log Conversation) та Sonic Adventure Remix. Перші два сауднтреки були позитивно оцінені критиком. Вони описувалися як «важливий шматок історії Соніка» і найбільше сподобаються молодим фанатам серії ніж старим. Третій альбом був негативно оцінений через відсутність значних змін у порівнянні з оригінальними музичними темами.
Портовані версії, на відміну від оригіналу на Dreamcast, були переважно стримано або негативно оцінені пресою. З позитивних сторін пізніх версій гри критики називали покращену графіку, присутність ігор для Game Gear та ціну, але знижували оцінки через відсутність значних покращень та незручного управління. Касамассіна рекомендував власникам приставки від Sega не купувати версію гри для GameCube, а решті він радив перед покупкою взяти її в оренду. Щось схоже заявляв у 2010 році Рей Барнхолт (1UP.com); крім того, він зазначив, що деякі 3D-ігри, такі як Sonic Adventure, найважче оцінювати, оскільки вони швидко старіють. Оглядач із Game Revolution висунув в огляді припущення, що Sega спеціально створила Director's Cut з метою отримати більше прибутків із продажу. «Я насолоджувався цією грою на Dreamcast і хотів, щоб цей порт повернув його до слави, але цього не сталося. Більше часу потрібно було приділяти дрібним деталям порту, а не мчати і випускати її якраз до акції Sega Happy Meal», — заявив рецензент. Бенджамін Тернер із GameSpy назвав перевидання 2003 року образою для гравців, оскільки за п'ять років, тобто з моменту виходу Sonic Adventure у Японії, розробники могли виправити проблеми з камерою та усунути проблеми у програмному коді рівнів. Незважаючи на більшість негативних відгуків, деякі сайти та журнали оцінювали портовані версії гри позитивно. Представник сайту GameZone Роберт Воркмен назвав вихід перевидання старої гри в сервісах цифрової дистрибуції важливим, незважаючи на камеру, місії, геймплей та появу кота Біга. Сам критик від себе також порадив купити Sonic Adventure усім фанатам Dreamcast, тому що ціна гри в десять доларів США цілком пристойна Журналіст інтернет-порталу Xbox Addict назвав гру веселою, незважаючи на всі ті самі недоліки, які були у версії для Dreamcast.

### Нагороди та номінації
У січні 2001 року редакція видання «Країна ігор» помістила платформер на 53-е місце серед 100 найкращих ігор усіх часів. Sonic Adventure неодноразово входила до списків найкращих ігор серії Sonic the Hedgehog, що складаються різними ресурсами. Так, у січні 2008 року на сайті ScrewAttack вона здобула третє місце, GameZone — дев'яте (липень 2011 року), а GamesRadar — восьме (серпень 2012 року). За підсумками опитування, проведеного в 2010 редакцією Official Nintendo Magazine серед шанувальників Соніка на тему їх улюблених ігор серії, гра займає п'яте місце.
У той же час, в 2008 році на сайті GamesRadar гра була поміщена на сьоме місце в чарті «7 ігор, які не заслуговують на ностальгію». Sonic Adventure була названа «початком кінця для Соніка» та «провісником кожного жахливого доповнення до серії, які люди сприймали за „захоплюючий геймплей!“ у 1999 році». До недоліків гри були зараховані камера, діалоги, сюжет та запровадження купи персонажів; було зазначено, що Sonic Adventure заслужила гарні відгуки виключно через графіку. А Леон Макдональд із PALGN помістив Біга на четверте місце у списку «10 найгірших персонажів відеоігор усіх часів». Він розкритикував ігровий процес за Біга у грі Sonic Adventure, зауваживши: «Ми купуємо гру про Соніка не для того, щоб грати в повільний розчіровувальний рівень, за участю фіолетового кота».

### Вплив
Після виходу Sonic Adventure компанія Hudson Soft розробила Sonic Shuffle, яка спочатку планувалася як повноцінна онлайн-гра. Тут знову використовується новий дизайн персонажів і з'являється локація «Emerald Coast». У 2001 році було випущено продовження гри для Dreamcast, пізніше портоване на Nintendo GameCube, Xbox 360, PlayStation 3 та Microsoft Windows під назвами Sonic Adventure 2 і Sonic Adventure 2 Battle. Розробкою займалася студія Sonic Team USA. За сюжетом новий герой їжак Шедоу, звільнений доктором Еґманом після довгого анабіозу, збирається мстити людству за вбивство своєї подруги Марії. Після виходу сиквела Sonic Team двічі планувала випустити третю частину серії, але реалізації завадили тиск фанатів і зміни концепції нових ігор про Соніка. У квітні 2012 року було зареєстровано шість доменів із назвою гри Sonic Adventure 3, проте Sega не дала жодних офіційних коментарів із цього приводу.
Керівник Такасі Іізука назвав розробку Sonic Adventure складною, так як до неї Сонік був без голосу та історії, а перехід від двовимірної графіки до тривимірної тільки створював купу проблем для команди. Тим не менш, гра стала успішною, і багато елементів ігрового процесу з Sonic Adventure з'явилися в пізніших іграх про Соніка, наприклад, відкритий світ, велика кількість персонажів та чао-сади. Проте частина критиків вважає збільшення числа персонажів головним недоліком серії, оскільки більшість їх занадто віддаляється від основної механіки. На честь 20-річчя персонажа їжака Соніка була випущена гра Sonic Generations, в яку були включені нові версії рівнів «Speed Highway» та «Emerald Coast», а Ідеальний Хаос виступає як один з босів у версії для PlayStation 3, Xbox 360 і ПК.
Сюжет гри Sonic Adventure згодом був адаптований і представлений у коміксах Sonic the Hedgehog (№ 79-84 та спеціальний випуск Sonic Super Special), що випускалися з листопада 1999 по травень 2000 видавництвом Archie Comics. Сюжет коміксів дещо відрізнявся від самої гри, так, в окремих номерах було представлено пояснення зміненому дизайну Емі Роуз та історії Вокзальної площі. Всі випуски (за винятком № 79) були перевидані в 2012 році для журналу Sonic Super Special Magazine № 2 від Archie Comics. Інша адаптація гри була опублікована в № 175—184 коміксів Sonic the Comic від Fleetway Editions. Ця сюжетна арка стала останньою оригінальною історією коміксів; починаючи з № 185 у Sonic the Comic друкувалися історії з попередніх випусків. Сюжет Sonic Adventure також було відображено в аніме-серіалі «Сонік Ікс» (з 27 по 32 серію).